# زنی از مصر
زنی از مصر عنوان کتابی از جهان سادات همسر انور سادات رئیس‌جمهور دهه هفتاد میلادی مصر است که ترجمه فارسی آن را مترجم فقید مریم بیات نوشته و توسط نشر نو به چاپ رسانده‌است.

## موضوع کتاب
این کتاب به خاطرات دوران کودکی نویسنده یعنی جهان سادات می پردازد و با اشاره به تاریخ و جغرافیای مصر، به شرح وقایع و اوضاع سیاسی، اجتماعی در دوران حکومت پادشاهی و سپس ضمن حکایت ماجرای آشنایی خود با همسرش انور سادات ، چگونگی شکل گرفتن سازمان افسران آزاد در مصر و کودتای ۱۹۵۲ به رهبری عبدالناصر را شرح می‌دهد و از ماجراهای پشت پردهٔ جنگ شش روزه می‌گوید. در ادامه وقایع دوران زمامداری همسرش، و ناآرامی‌ها و شورش‌های مکرر در مصر و جنگ اکتبر ۱۹۷۳ با اسرائیل و گزینش راه صلح با اسرائیل را به تفصیل بیان می‌کند. جهان سادات ، در مقام بانوی اول مصر از سال ۱۹۷۰ تا ۱۹۸۱، جزئیاتی از مسائل پشت پرده در مصر و سرانجام ترور همسرش و پیامدهای پس از آن را شرح داده و روایتی از زندگینامهٔ مردی که بسیاری از مصریان او را خائن می‌دانند!

## مقدمه و تقریظ
مقدمه و تقریظ کتاب توسط سید حسن امین نوشته شده‌است. امین در مورد آن می‌نویسد: این کتاب، زندگی‌نامه عمومی و کارنامه سیاسی انور سادات یکی از روسای جمهور مصر است. "... در جهان اسلام، جهان عرب و حتی کشور مصر، اجماعی در باب "خدمت و خیانت" رهبران سیاسی مختلف از جمله انور سادات وجود نداردو بنابراین خواننده ی فهیم این کتاب با مطالب آن باید چنان که همیشه از اهل دانش و بینش سزاوار است، با نوعی احتیاط علمی و شک و تردید منصفانه و بی غرضانه برخورد کندو به قول قدما "قرایت" نویسنده ی این کتاب را که البته سعی او - در مقام یک پژوهنده و وقایع نگار مصری تاریخ معاصر مصر - مشکور است. تنها "یک صدا" از جامعه ی چند صدایی جهان اسلام، جهان غرب، جهان عرب و البته خود مردم مصر بداند. در این میان آنچه قابل توجه است،  ترجمه ی صحیح و فصیح این کتاب به قلم توانای مترجم خوب کشورمان مریم بیات است که به ما به عنوان خواننده، فرصت می دهد تا با دیدگاه های نویسنده ی این کتاب به تاریخ سیاسی خاورمیانه و نقش خاص مصر در سطح بین المللی و منطقه ای در سایه ی زندگی نامه ی انور سادات بهتر و بیشتر آشنا بشویم." {برگرفته از مقدمه کتاب}.  ترجمه فارسی این کتاب مورد نقد دیگرانی چون مرحوم آقای آموزگار هم شد.  